# Mario Bruno
Mario Bruno (Alessandria, 31 luglio 1905 – 31 dicembre 1944) è stato un calciatore e allenatore di calcio italiano, di ruolo centrocampista.

## Carriera
Debutta in massima serie con l'Alessandria nella stagione 1925-1926, disputando complessivamente 15 gare nell'arco di tre campionati.
Dopo aver giocato nel Derthona, negli anni Trenta militò nel Messina e nel Sulmona.

## Palmarès

### Club

#### Competizioni nazionali
- Prima Divisione: 1

Derthona: 1929-1930